# Барабаш Михайло Федорович
Михайло Федорович Барабаш (нар. 20 серпня 1952, Відники) — український художник.
Член Національної спілки художників України від 1989 року. Член Наукового товариства імені Шевченка у США (НТШ-А) від 2017 року.
Від 1980 року взяв участь у понад 100 крайових, усеукраїнських та міжнародних виставках, станом на 2017 рік мав 8 персональних виставок.
Твори митця представлені у приватних колекціях в Україні, Польщі, Німеччині, Канаді, США, Австралії.
Творчі сфери митця: станкова, книжкова й рекламна графіка, малярство. Працює в техніках графіки, літографіки, акрилік, пастелі. Тематика робіт: рідне село, краєвиди Львова, Карпат, Нью-Йорка та ін., натюрморти, портрети. Графіка художника сюжетно-деталізована, малярство засвідчує імпресіоністично-враженнєве сприйняття життєвої конкретики.

## Життєпис
Народився 20 серпня 1952 року в селі Відники, що на Львівщині (Україна). У 1959—1966 роках навчався у Відницькій восьмирічній школі, з 1966 по 1969 рік рр. — у Старосільській середній школі. Працював учителем малювання і трудового навчання у Відницькій ВШ (1969—1970), у Давидівській СШ (вересень — листопад 1970) і у Старосільській СШ (1975—1980). У 1970—1973 роках Михайло Барабаш служив на Військово-морському флоті СРСР. 1974 року вступив на відділ графіки Українського поліграфічного інституту імені Івана Федорова. Серед наставників — Христина Саноцька, Анатолій Попов, Зеновій Кецало, Іван Крислач. У 1980-му на «відмінно» захистивши дипломну роботу «Львівський архітектурний заповідник», здобув фах художника-ілюстратора книжок. У 1980—1999 роках працював викладачем, завідувачем відділу промислової графіки Львівського державного коледжу декоративного і ужиткового мистецтва імені Івана Труша, у 1998—1998 роках завідував цим відділом.
Від 1999 року живе у Нью-Йорку. У 2007[джерело?]—2016 роках працював викладачем історії української культури у Школі українознавства Об'єднання українців Америки «Самопоміч» у Нью-Йорку (США).

## Родина
Батько — Барабаш Федір Васильович (1927—2006). Після служби в армії (1944—1952) працював токарем на Львівському заводі автонавантажувачів, а тоді в радгоспі «Звенигородський» на Львівщині. Мати — Барабаш (з дому — Похмурська) Стефанія Іванівна (1932—2003); працювала в колгоспі, опісля — медсестрою в медпункті с. Відники. Брат Василь (* 1957) працював водієм служби МВС у Львові.
Донька Наталя (* 1980) закінчила Львівський університет ім. І. Франка (економіст). Чоловік — Юрій Савицький, діти — Христина і Андрій. Донька Анастасія, (* 1987) закінчила Queens College у Нью Йорку, (masters of arts in teaching; вчителька англійської літератури). Чоловік — Владислав Шестопалов, діти — Олександр і Адріан.

## Творчий доробок
Цикли гравюр «Віхи історії Львова» (1980—1987), «Звенигородові — 900» (1985—1988); гравюрні триптихи «Іван Франко» (1986), «Рік 1933-й» (1989); серія графічних листів «Моє дитинство» (1981—1993); серія літографій панорамних видів Львова (1995—1998); графічний диптих «У полоні вічності» (1998); серія робіт акриловими фарбами «Нью-Йорк очима іммігранта» (2001—2016); серія пастелей «Надвечір'я у Нью-Йорку» (2001—2016); нью-йоркські та львівські замальовки (2011—2016); серія робіт «Майдан-14», присвячених Революції Гідності в Україні.
Художнє оформлення книжок: «Самотність» Віктора Палинського, «Простір із прірв і круч» Івана Пазини, «Рідна земля Україна» Євгенії Думки, «Відлуння» Семена Брухаля, «Калиновий вогонь» Лесі Карпінської, «Вірю, надіюсь, люблю» Галини Охоцької, обкладинки журналу «Кур'єр Кривбасу» (жовтень — листопад 1997 року); комплект листівок «Віхи історії Львова в дереворитах Михайла Барабаша» (Жовква, 1990); великоформатний настінний календар «Старий Львів» (Львів, 1999), альбоми «Михайло Барабаш. Графіка, малярство» (Львів, 2002), «Україна — це світло, а пастель — роса» (Львів, 2007); збірка словесно-поетичних і лінеарних рефлексій «На Другій авеню» (Львів, 2016).
На обкладинці книги Ольги Кузьмович «Про це і те» використано зображення Львова роботи Михайла Барабаша, що ґрунтується на малюнку Антона Ланге 19-го століття.
Знакові (прикметні) роботи художника: дереворитні види Львова різних часів, княжого Звенигорода; літографічні панорами Львова; ліногравюри й олійні полотна, присвячені дитинству у Відниках; пастельні види України; лінеарні й акрилові види Нью-Йорка; олійний пейзаж «Зима у Львові»; торцевогравюрний триптих «Іван Франко»; сангіновий портрет Василя Барки.

### Авторські друки
- Михайло Барабаш. Віхи історії Львова: Комплект листівок. — Жовква: Міськдрукарня, 1990. — 9 лист.
- Михайло Барабаш. Старий Львів: Настінний календар. — Львів, 1999.
- Михайло Барабаш. Графіка, малярство: Альбом. — Львів: Афіша, 2002. — 48 с.
- Михайло Барабаш. Україна — це світло, а пастель — роса: Книга-альбом.– Львів: Апріорі, 2007. — 96 с.
- Михайло Барабаш. На Другій авеню: Поетичні рефлексії. — Львів: Апріорі, 2016. — 104 с.

## Основні виставки

### Персональні виставки
Листопад-грудень[джерело?] 1986 року — персональна виставка у Львові.
3–10 березня 1991 року в приміщеннях Об'єднання мистців-українців Америки у Нью-Йорку (США) — персональна виставка.
27 лютого — 8 березня 2003 року в приміщенні НТШ у Нью-Йорку — персональна виставка «Нью-Йорк очима іммігранта», представлено 21 працю різною технікою. Персональна ретроспективна виставка, травень-червень, Грінпойнт (м. Нью-Йорк, США).
Грудень 2009 — лютий 2010 року[джерело?] в Українському інституті Америки в Нью-Йорку — персональна виставка «Нью-Йорк очима українця».
Квітень 2013 року в кав'ярні «Elsewhere Espresso» у Нью-Йорку — персональна виставка «Нью-Йорк очима українця».
2014 р. — персональна виставка «Надвечір'я у Нью-Йорку», кав'ярня «Elsewhere Espresso», м. Нью-Йорк (США)[джерело?].
Травень 2018 року — персональна виставка «Урбаністика Львова і Нью-Йорка» в залі НТШ (Нью-Йорк).

### Групові виставки
1980, 1984, 1987 рр. — VII, Х. ХІ обласні виставки творів молодих художників, м. Львів[джерело?].
1981 р. — міжзональна виставка творів молодих львівських та івано-франківських художників, жовтень-листопад, м. Івано-Франківськ[джерело?].
1984 р. — зональна виставка «На трасі дружби», січень-лютий, м. Львів. Виставка графіки львівських художників 1939—1984 рр., мм. Дніпропетровськ, Львів[джерело?].
1985 р. — Республіканська художня виставка «Мальовнича Україна», м. Київ. Зональна виставка творів молодих художників, м. Тернопіль[джерело?].
1986 р. — Республіканська художня виставка «Мальовнича Україна», м. Київ. Обласна виставка до 130-х роковин І. Франка, серпень-вересень, м. Львів. ІІІ Республіканська виставка екслібриса, грудень-січень, м. Київ[джерело?].
1987 р. — Республіканська виставка творів молодих художників «Молодість країни», березень, м. Київ. Республіканська художня виставка, серпень-вересень, м. Київ[джерело?].
1988 р. — Республіканська виставка до 50-річчя Спілки художників України, квітень, м. Київ. Виставка львівської графіки, серпень-вересень, м. Каунас (Литва). Групова виставка творів учасників пленеру, червень, м. Перемишль (Польща)[джерело?].
1989 р. — І Міжнародна виставка екслібриса, м. Вільнюс (Литва). 1991 р. — Міжнародна виставка еротичного екслібриса «Ерос-91», Бельгія[джерело?].
1992 р. — Міжнародна виставка мініатюрного мистецтва, м. Катовіце (Польща)[джерело?].
1993 р. — Міжнародна виставка екслібриса "WARSZAWIANA-93, м. Варшава (Польща). Міжнародна виставка мініатюрного мистецтва, грудень, м. Торонто (Канада)[джерело?].
1994 р. — групова виставка «Графіка львівських мистців», м. Нью-Йорк (США)[джерело?].
1996 р. — групова виставка малярства «Щаблі-2», м. Чикаго (США)[джерело?].
1997 р. — Всеукраїнська виставка-бієнале «Графіка-97», м. Київ[джерело?].
1998 р. — виставка до 7-ї річниці незалежності України, м. Львів[джерело?].
2001 р. — Міжнародна виставка-трієнале графіки, м. Канагава (Япопія)[джерело?].
2006—2009 рр. — мистецька виставка, липень-серпень, «Гражда», Гантер штат Нью-Йорк)[джерело?].
29 квітня 2007 року — групова виставка «Мистецтво по полудні» в Українсько-американському культурному центрі (Нью-Йорк) за участі 14 митців.
2010 р. — групова виставка «CONTEMPORARY ART-2010», січень-березень, Український інститут Америки, м. Нью-Йорк (США)[джерело?].
2010—2016 рр. — мистецька виставка, липень-серпень, «Гражда», Гантер (штат Нью-Йорк)[джерело?].